# سهیل باهوان
سهیل باهوان (سهیل سلیم باهوان) (متولد 1938/39) یک تاجر میلیاردر عمانی است.
بهوان به عنوان یک تاجر در سرمایه‌گذاری‌های کوچک در شهر صور آغاز کرد. وی در ادامه ایده پدرش بین عمان و هند تجارت می‌کرد. در سال ۱۹۶۵، او به پایتخت، مسقط نقل مکان کرد و به همراه برادرش سعود، به نام سوهیل و سعود باهوان، در محله مطرح سوق مغازه ای افتتاح کرد در ابتدا آنها در تجهیزات ساختمانی و تورهای ماهیگیری تجارت می‌کردند.
در سال ۱۹۶۸، وی مجوز نمایندگی شرکت سیکو را دریافت کرد و سپس مجوز نمایندگی شرکت تویوتا را گرفت.
گروه سهیل بهوان در حال حاضر بزرگترین گروه مشاغل خصوصی در عمان است که دارای منافع مختلف تجاری از جمله کود، بهداشت، ساخت و ساز و اتومبیل است.
در سال ۲۰۰۲، او شراکتش با برادرش را کنسل کرد و در نتیجه، شرکت سهیل سعود بهوان به دو گروه تقسیم شد.
در سال ۲۰۱۶، بهوان مسئولیت اداره گروه سهیل بهوان را به امل باهوان، فرزند ششم و دختر بزرگتر خود سپرد.
باهوان متأهل و دارای ۱۵ فرزند است و در مسقط عمان زندگی می‌کند.
در سپتامبر ۲۰۱۷، بهوان برای کار داوطلبانه اتحادیه عرب جایزه شیخ عیسی بن علی آل خلیفه را از آن خود کرد.